# Luis Miguel Escalada
Luis Miguel Escalada (Ceres, Santa Fe, 27 de fevereiro de 1986) é um futebolista argentino que atua como atacante na equipe Universidad Católica, do Equador.

## Carreira
Escalada foi revelado pelo Boca Juniors. Junto com Fernando Gago, era tido com grande aposta do clube para o futuro. Contudo, seu desempenho não foi satisfatório, o que o levou para Equador por empréstimo. 
Neste país, pelo Emelec, foi artilheiro do Campeonato Equatoriano de Futebol de 2006, com 29 gols. No ano seguinte, transferiu-se para a LDU de Quito, aonde foi campeão equatoriano e vice-artilheiro do torneio com 16 gols, um a menos que o maior goleador, seu compatriota Juan Carlos Ferreyra.
Em 2008, acertou com o Botafogo para defender a equipe na temporada. Contudo, foi muito criticado por ter chegado acima do peso ideal. Ele fez sua estréia pela equipe no dia 6 de Fevereiro de 2008, pelo Campeonato Carioca contra a Cabofriense. Após três partidas e nenhum gol, o clube decidiu negociar o atacante com o futebol chinês. Mas o negócio não avançou e a desejo de Escalada seu passe foi negociado com o Gimnasia y Esgrima de Jujuy, de seu país de origem.